# Purpurgrundvecklare
Purpurgrundvecklare (Celypha rosaceana) är en fjärilsart som först beskrevs av Schläger 1847.  Purpurgrundvecklare ingår i släktet Celypha, och familjen vecklare. Arten är reproducerande i Sverige.